# Apeadero Kilómetro 82
Kilómetro 82 es una parada ferroviaria ubicada en las afueras de la ciudad de Brandsen, en el partido Partido de Brandsen, Provincia de Buenos Aires, Argentina.

## Servicios
Actualmente, no presta servicios de pasajeros.

## Ubicación
Pertenece al antiguo ramal entre las estaciones Ringuelet y Coronel Brandsen. El ramal fue iniciado en 1883 por el Ferrocarril Oeste de Buenos Aires, propiedad de la Provincia de Buenos Aires, y vendido en 1890 al Ferrocarril Buenos Aires al Puerto de la Ensenada. Este último fue a su vez adquirido en 1898 por el Ferrocarril del Sud, de capitales británicos. Al nacionalizarse los ferrocarriles y reorganizarse el sistema en 1948, pasó a ser parte del Ferrocarril General Roca.